# The Time Travelers Dream
The Time Travelers Dream è il centodiciannovesimo album in studio del chitarrista statunitense Buckethead, pubblicato il 29 ottobre 2014 dalla Hatboxghost Music.

## Il disco
Ottantanovesimo disco appartenente alla serie "Buckethead Pikes", Red Pepper Restaurant è il settimo degli otto album pubblicati dal chitarrista durante il mese di ottobre 2014 e contiene un unico brano, intitolato Channel, suddiviso in nove parti.

## Tracce
Musiche di Buckethead.
1. Channel 1 – 3:03
2. Channel 2 – 3:55
3. Channel 3 – 3:49
4. Channel 4 – 3:28
5. Channel 5 – 3:42
6. Channel 6 – 3:34
7. Channel 7 – 2:27
8. Channel 8 – 3:08
9. Channel 9 – 3:10

## Formazione
- Buckethead – chitarra, basso, programmazione